# Lieferantenkontrakt
Ein Lieferantenkontrakt ist eine Vereinbarung mit einem Lieferanten über die Lieferung von bestimmten Waren oder Dienstleistungen. Im Gegensatz zu einem Lieferplan enthält ein Lieferantenkontrakt keine exakten Liefermengen und Liefertermine, sondern lediglich Festlegungen über den Gesamtumfang und die preislichen Konditionen. Man unterscheidet
- Mengenkontrakte, in denen die zu liefernde Gesamtmenge im Vereinbarungszeitraum festgelegt wird und
- Wertkontrakte, in denen der Gesamtwert der Lieferungen und Leistungen vereinbart ist.